# I will be with you
「I will be with you」（アイ ウィル ビー ウィズ ユー）は、日本の音楽グループLOVE PSYCHEDELICOの5枚目のシングルである。2001年11月7日発売。発売元はビクターエンタテインメント。

## 概要
- PV監督は井上靖雄。

## 収録曲
| 全作詞・作曲・編曲: LOVE PSYCHEDELICO。 |                        |                   |                   |      |
| #                                       | タイトル               | 作詞              | 作曲・編曲        | 時間 |
| 1.                                      | 「I will be with you」 | LOVE PSYCHEDELICO | LOVE PSYCHEDELICO | 4:19 |
| 2.                                      | 「Merry X'mas」        | LOVE PSYCHEDELICO | LOVE PSYCHEDELICO | 2:51 |

## 収録アルバム
- オリジナル『LOVE PSYCHEDELIC ORCHESTRA』（2002年1月9日）